# زیتونی روشن
| سبز         |
| زیتونی روشن |

زرد
زیتونی روشن بر مبنای زرد (#DFFF00)/ زرد فسفری
زیتونی روشن بر مبنای سبز (#7FFF00)/  سبز فسفری
زیتونی روشن  رنگی است که هم از پرده‌های رنگ سبز و هم از پرده‌های رنگ زرد به‌شمار می‌آید.
در تاریخ ایران از زیتونی روشن برای پیراهن عادلشاه افشار استفاده شده است
در تاریخ هند از رنگ زیتونی روشن برای پیراهن شاه جهان گورکان استفاده شده است